# Myrmidon fils de Zeus
Pour les articles homonymes, voir Myrmidon.
Dans la mythologie grecque, Myrmidon (en grec ancien Μυρμιδών / Murmidôn, de μύρμηξ / múrmex qui veut dire « fourmi ») est un roi de Phthie et un héros thessalien, éponyme du peuple des Myrmidons.
Il est le fils de Zeus et d'Euryméduse, le dieu s'étant transformé en fourmi pour parvenir à ses fins. Marié à Pisidicé, il est le père d'Antiphos et d'Actor. D’autres enfants lui sont attribués : Érysichthon ; Eupolémie, la mère d’Éthalidès, et Hiscilla qui épousa Triopas.